# ロキシー・ジェゼル
ロキシー・ジェゼル（Roxy Jezel、 1982年6月5日 - ）は、イギリスのポルノ女優。ロンドン出身。

## 経歴
ロンドン東部にてイギリス人の父親とタイ人の母親の間に生まれる。あるインタビューにおいて、彼女は実家について「ゲットーのようなところ」と述べている。